# Jefferson in Paris
Jefferson in Paris ist ein US-amerikanisches Filmdrama von Regisseur James Ivory aus dem Jahr 1995. Der Film behandelt die fünf Jahre, die der spätere US-Präsident Thomas Jefferson als Botschafter der USA in Paris verbrachte.

## Handlung
Thomas Jefferson, der Botschafter der USA in Frankreich, sympathisiert mit der Revolutionsbewegung. Gleichzeitig wird er mit den Sitten und Gebräuchen der aristokratischen Schicht bekannt gemacht, womit er zwischen beiden Seiten gefangen ist. Jefferson, gerade erst Witwer geworden, lernt Maria Cosway kennen, die mit einem britischen Snob verheiratet ist. Die beiden verlieben sich ineinander, müssen ihre Beziehung aber geheim halten. 
Jeffersons Tochter Patsy, die ihren Vater sehr liebt, ist aufgebracht, dass sie ein katholisches Schulkonvent besuchen soll. Jeffersons jüngere Tochter Polly kommt zusammen mit der Sklavin Sally in Paris an. Sally ist eine attraktive junge Frau, die Jeffersons Aufmerksamkeit auf sich lenkt. Jefferson und Sally werden Freunde. Als Jefferson in die Vereinigten Staaten zurückberufen wird, wird Sally von Jefferson schwanger und will mit ihrem Bruder, der gleichfalls Sklave im Haus Jeffersons ist, in Paris bleiben. Jefferson gewinnt die beiden für eine Rückkehr nach Virginia, indem er ihnen und den künftigen Kindern von Sally die Freiheit verspricht. Patsy, die – auch aus Protest gegen die Liebesbeziehung zwischen ihrem Vater und Sally – erwogen hatte, zur katholischen Konfession überzutreten, wird von Jefferson daran erinnert, dass sie in Virginia anstelle der verstorbenen Mutter seinem Haus vorstehen und dort dringend benötigt wird. So lösen sich die Konflikte im Haus Jeffersons schließlich auf, was ganz im Gegensatz zu den revolutionären Straßenkämpfen der sich anbahnenden französischen Revolution steht.
In einer Rahmenerzählung wird diese Geschichte im Jahr 1831 vom Sohn, der aus der Verbindung zwischen Jefferson und Sally hervorgegangen ist, einem Journalisten berichtet.

## Hintergrund
Produzent Ismail Merchant hat einen Cameo-Auftritt als Botschafter eines Sultans, der Dirigent William Christie spielt den Dirigenten in der Opernszene. Weitere kleine Rollen wurden prominent besetzt. So ist Vincent Cassel als Camille Desmoulins zu sehen.

## Kritiken
„Spannungslos, überlang und uneindeutig im Verhältnis zu seinem Protagonisten, überzeugt der Film weder als unterhaltsamer Historienfilm noch als Porträt eines widersprüchlichen Geistes“, urteilte das Lexikon des internationalen Films. Prisma meinte, der Film sei im Hinblick auf „schwergewichtige Themen wie Tradition und Fortschritt […] zu vordergründig“. Dies sei „über weite Strecken in der ausführlichen Darbietung einer opulenten Ausstattung“ nicht ohne Unterhaltungswert, „entwickelt aber null Spannung und überzeugt trotz guter Darsteller auch als Charakterportrait nicht“. Für Cinema war der Film hingegen ein „[e]xquisiter Ausflug ins 18. Jahrhundert“.

## Auszeichnungen
Der Film lief 1995 im Wettbewerb um die Goldene Palme bei den Internationalen Filmfestspielen von Cannes.
Die Deutsche Film- und Medienbewertung FBW in Wiesbaden verlieh dem Film das Prädikat besonders wertvoll.

## Synchronisation
Die deutsche Synchronfassung entstand durch die Interopa Film GmbH Berlin nach dem Dialogbuch und unter der Dialogregie von Jürgen Neu.
| Rolle                 | Darsteller         | Synchronsprecher       |
| --------------------- | ------------------ | ---------------------- |
| Thomas Jefferson      | Nick Nolte         | Thomas Danneberg       |
| Maria Cosway          | Greta Scacchi      | Evelyn Maron           |
| D’Hancarville         | Jean-Pierre Aumont | Friedrich Schoenfelder |
| Patsy Jefferson       | Gwyneth Paltrow    | Irina von Bentheim     |
| Polly Jefferson       | Estelle Eoneth     | Anna Lutteroth         |
| Richard Cosway        | Simon Callow       | Lutz Mackensy          |
| Sally Hemmings        | Thandie Newton     | Nana Spier             |
| Madison Hemmings      | James Earl Jones   | Joachim Nottke         |
| James Hemmings        | Seth Gilliam       | Andreas Fröhlich       |
| König Ludwig XVI.     | Michael Lonsdale   | Hermann Ebeling        |
| Adrienne de Lafayette | Elsa Zylberstein   | Iris Artajo            |
| Marquis de Lafayette  | Lambert Wilson     | Ulrich Matthes         |